# Tiếng Haryana
Tiếng Haryana (हरियाणवी hariyāṇvī hoặc हरयाणवी harayāṇvī) là một ngôn ngữ/cụm phương ngữ thuộc nhóm ngôn ngữ Hindi Tây và được viết bằng chữ Devanagari. Tiếng Haryana có nguồn gốc từ vùng Haryana, Ấn Độ. Tiếng Haryana cũng được nói ở thủ đô Delhi, phía bắc Rajasthan và Tây Uttar Pradesh của Ấn Độ. Nó cũng được nói ở Chandigarh và một số khu vực của Punjab.

## Văn hóa
Các bộ phim Bollywood như Dangal, Sultan (2016) và Tanu Weds Manu: Returns có sử dụng tiếng Haryana. Những bộ phim này nhận được sự đánh giá cao trên khắp Ấn Độ cũng như các nước khác. Do đó, một số người không bản ngữ đã quan tâm đến việc học tiếng Haryana.
Tiếng Haryana đã thành công trong Điện ảnh Ấn Độ, các album nhạc TV nổi tiếng  và học viện. Với ảnh hưởng của tiếng Haryana trong các lĩnh vực thể thao, Bollywood, quốc phòng, tư tưởng và chính trị. Ngôn ngữ và văn hóa Haryana cũng đã được thúc đẩy mạnh.